# Юридичний формалізм
Юриди́чний формалі́зм — юридичний позитивістський напрям у Філософії права та Юриспруденції. Тоді як юридичний позитивізм Джерема Бентема legal positivism може розглядатися як пов'язаний з діяльністю законодавчого органу, юридичний формалізм має відношення до діяльності судді; тобто, на відміну від позитивізму, формалізм припускає, що субстантивна справедливість права є іррелевантною, але швидше, в умовах демократії, це питання, яке слід адресувати законодавцю, а не судді.

## Визначення
Найочевидніша особливість юридичного формалізму — передбачуване відмежування юридичного обґрунтування (чи «застосування» норм до фактів) від нормативних або політичних факторів. «Формалістична фікція» полягає в тому, що процес створення правових норм витісняє нормативні та політичні фактори; відповідно право може розглядатися як більш чи менш «закрита» нормативна система. Таким чином формалістична логіка працювала б добре з Аристотелевою логікою визначення через закриту множину необхідних і достатніх умов, все ж вона є недосконалою, коли застосовується до сфер, де більше підходить визначення через «родову належність» (Вітгенштейн). Наприклад, в приватному праві такі жорсткі системи, як право оборотних документів (напр., ст.3 Єдиного торгового кодексу США Uniform Commercial Code, Article 3) часто описуються як «формалістичні», тому що рішення спираються на відносно закритий набір логічно організованих правил; тоді як договірне право має тенденцію бути більше «відносним», ніж формалістичним, оскільки воно має справу з набагато ширшими наборами відносин та випадків. Юридичний формалізм таким чином не має бути проявом позитивістських зобов'язань, але може бути виправданий в деяких сферах на функціональних підставах.
Юридичні формалісти стверджують, що судді та інші посадовці мають бути обмежені в своїх інтерпретаціях правових текстів, зазначаючи, що наділення судової влади повноваженням визначати, яким закон має бути, замість обмеження її повноважень виявленням, що закон дійсно говорить, порушує розподіл державної влади. Цей аргумент знаходить своє найкрасномовніше вираження в Конституції Массачусетсу 1780, яка встановлює, що судова влада «ніколи не повинна здійснювати законодавчу і виконавчу влади або будь-яку з них; [уряд Массачусетсу] має бути урядом законів, а не людей».Формалізм прагне підтримувати такий розподіл як «теорія, що закон — це набір правил і принципів, незалежних від інших політичних і соціальних інститутів».
Лоуренс Солум описує його як «прихильність ряду ідей, які містять приблизно таке»:
- Право складається з правил.
- Правові норми можуть бути багатозначними.
- Правові норми можуть бути застосовані до конкретних фактів.
- Деякі дії відповідають багатозначним правовим нормам; інші — навпаки.
- Стандарт того, що є відповідним правилу чи невідповідним, може бути публічно встановлюваним (визнаваним) предметом міжсуб'єктної угоди.

Формалізм тісно пов'язаний з позитивізмом, який торкається «права в точці, де воно з'являється внаслідок інституційних процесів, які дають йому життя», що означає неважливість питання про те, як право створюється і як «діяльність людини впливає на цей процес». Якщо позитивізм розуміється як пояснення того, чим право є, формалізм може бути названий позитивістським поясненням того, як право та правові системи функціонують.

## Порівняння з юридичним реалізмом
Юридичний формалізм може бути протиставлений юридичному інструменталізму як підходу, пов'язаному з американським правовим реалізмом. Інструменталізм — погляд, згідно з яким креативізм в інтерпретації правових текстів виправданий, щоб гарантувати належне служіння права державній політиці та інтересам суспільства, хоча інструменталісти могли також розглядати мету права як забезпечення справедливості або захист Прав людини. Юридичні формалісти заперечують, що надання суддям повноваження змінювати право відповідно до їх уявлень про політику підриває верховенство права. Ця проблема особливо цікава в Загальному праві, яке залежить від судового прецеденту. «Вимога популярності» систем загального права полягає в тому, що завдання розвитку і оновлення права краще за все поступово виконується судами, які тісніше контактують з соціальними, економічними і технологічними реаліями, чим політичними органами, які час від часу приділяють увагу правовим реформам. Таким чином юридичний реалізм або реляціоналізм (relationalism) був схвалений в деяких юрисдикціях загального права, де фактично невідома континентальна кодифікація права.

## Суддя Скаліа і формалізм
Суддя Антонин Скаліа з Верховний суд США відомий своїми формалістськими поглядами на різні проблеми, зокрема поглядом, що Конституція США повинна інтерпретуватися відповідно до її початкового значення, та поглядом, що статути мають тлумачитися відповідно до їх загальновизнаного значення.
У A Matter of Interpretation Скаліа захищав текстуалізм — та, відповідно, формалізм — ,заявляючи: З усіх критичних зауважень проти текстуалізму, найбезглуздішим є те, що це — формалізм. Відповіддю тут є те, що звісно це формалізм! Верховенство права стосується форми… Вбивця був спійманий з кров'ю на його руках, схилившись над тілом його жертви; сусід з відеокамерою зняв злочин, і вбивця признався у письмовій формі і на відеозаписі. Ми, проте, наполягаємо, що, перш ніж держава може покарати цього лиходія, слід провести повноцінний судовий процес, який завершиться обвинувальним вироком. Це — не формалізм? Хай живе формалізм! Це — те, що робить нас правлінням законів, а не людей.
Найвагоміші тези Скаліа на підтримку формалізму можна знайти в есе під назвою The Rule of Law as a Law of Rules.

## Формалізм і Фредерік Шоер
Фредерік Шоер, викладач в Юридичній школі Університету Вірджинії, в 1988 р. опублікував у The Yale Law Journal статтю під назвою 'Формалізм'. У ній він переконує учених переосмислити «сучасну відразу до формалізму» і заявляє, що його метою є «врятувати формалізм від концептуального вигнання». Він стверджує, що формалізм має бути концептуально переосмислений, не з точки зору, чи є він позитивним чи негативним явищем, а швидше з точки зору того, як може і має використовуватися мова, щоб обмежити владу осіб, що приймають рішення у відповідному процесі.